# Вермюлен, Крис
Крис Вермюлен (англ. Chris Vermeulen; род. 19 июня 1982, Брисбен, Австралия) — австралийский мотогонщик.
В 2006 году перешёл из чемпионата в Супербайке в чемпионат мира по шоссейно-кольцевым мотогонкам класс MotoGP. Известен как гонщик, очень хорошо выступающий в дождевых условиях.
Сейчас Крис Вермюлен выступает за заводскую команду Kawasaki в чемпионате Супербайк.